# Brooke Davis
Brooke Penelope Davis, gespeeld door actrice Sophia Bush, is een personage uit de televisieserie One Tree Hill.

## Biografie
Brooke Davis wordt, voordat ze kennis maakt met Lucas Scott, afgebeeld als een tiener die ervan houdt te feesten en te flirten met jongens. Ze is de hoofdcheerleader en een van de meest populaire meisjes van haar school. Wanneer de kijker kennis maakt met Brooke, is ze de beste vriendin van Peyton Sawyer. Later in de seizoenen zie je haar volwassener worden en krijgt ze meer inzicht in haar "betere vrienden". Later gaat ze een winkel openen in Tree Hill met haar eigen ontwerpen.
En trouwt ze met producer (en ex-vriend van Peyton) Julian Baker.

## Seizoen 1
Brooke komt erachter dat ze zich aangetrokken voelt tot Lucas en flirt met hem op de manier waarop ze het altijd doet. Lucas is echter niet geïnteresseerd in Brooke en gaat zelf achter Peyton aan. Wanneer op een avond tijdens een feest Peyton buiten bewustzijn is, belt Brooke Lucas. Terwijl hij Peyton helpt, ontdekt hij dat Brooke eigenlijk een behulpzame tiener is waarop een label is geplakt.
Lucas en Brooke krijgen, wanneer Peyton Lucas afwijst, al snel een relatie. Brooke ontdekt een nieuwe kant van de liefde en ziet in dat ze verliefd is. Echter, Lucas blijkt zich nog aangetrokken te voelen tot Peyton. Peyton beantwoordt zijn gevoelens, waarna ze een affaire beginnen. Wanneer ze dit opbiechten aan Brooke, is haar hart gebroken en wil ze niks meer met ze te maken hebben.
Peyton dumpt Lucas omdat ze Brooke belangrijker vindt, maar Brooke maalt hier niet om. Wanneer Lucas een onenightstand heeft met Jake Jagielski's ex-vriendin, Nicki, is ook Peyton gebroken. Brooke besluit het daarom goed te maken met haar. Boos op Nicki, besluiten de twee haar te misleiden. Nicki zoekt haar (en Jakes) dochter, waardoor Jake gevlucht is. Brooke acteert en vertelt dat Nicki Jake kan vinden in Seattle. Werkelijk is hij ergens anders naartoe gegaan.
Wanneer Brooke vermoedt dat ze zwanger is, is ze doodsbang en erg emotioneel. Wanneer ze dit vertelt aan Lucas, lijkt hij nog meer moeite te hebben met het feit dat hij vader kan worden. Brooke blijkt later niet zwanger te zijn, maar liegt tegen Lucas en zegt dat ze nu zeker weet dat ze zwanger is. Wanneer ze opbiecht dat dat een leugen is, is Lucas gekwetst. Brooke is tevreden, aangezien dat haar doel was.

## Seizoen 2
Brooke heeft nooit geldproblemen gehad. Dat verandert aan het begin van seizoen twee wanneer ze financiële problemen krijgen. Brooke is bang dat dit invloed heeft op haar populariteit op school, aangezien ze bekendstaat als het rijke meisje dat graag feest. Ook ziet ze in dat haar houding zal moeten veranderen.
Brooke voelt zich fysiek aangetrokken tot Felix Taggaro, Tree Hills nieuwste student. Hoewel ze geen relatie met hem wil, heeft Brooke wel zo haar behoeften. Al snel stelt ze voor een seksuele relatie te hebben. Felix accepteert haar aanbod. Echter, al snel ziet Felix in dat hij meer wil. Als hij dit vertelt, besluit Brooke na lang aarzelen toch met hem uit te gaan.
Ondertussen is ook Mouth McFadden verliefd op Brooke. Brooke ziet Mouth echter als haar "broer" en wil niets meer dan vriendschap. Mouth is verdrietig en besluit dronken te worden. In een dronken bui slaat hij vervolgens Brookes autoraam kapot. Brooke denkt dat Felix dit heeft gedaan en maakt het uit met hem. Wanneer ze erachter komt dat Mouth dit deed is ze boos en teleurgesteld in hem. Ze maakt het vervolgens goed met Felix. En ook Lucas wil weer een relatie met Brooke. Wanneer hij dit besluit te vertellen, ziet hij Brooke samen met Felix en onderneemt geen acties.
Brooke besluit mee te doen aan de campagne om de leider te worden van de studentenvakbond. Ze weet dat ze zal moeten strijden tegen meer intelligente, serieuze en vastberaden mensen. Vooral Erica Marsh weet Brooke te intimideren. Wanneer Mouth een emotionele speech over Brooke geeft, weet Mouth het publiek te overhalen om te stemmen op Brooke. Uiteindelijk wint ze de campagne en wordt ze weer bevriend met Mouth. Dit neemt Erica erg hard op, aangezien dit het enige is wat ze heeft en haar sociale leven niet haar hoogtepunt is in het leven.
Wanneer Brookes vader een nieuwe baan in Californië krijgt, vertrekt de familie Davis naar hun nieuwe thuisplaats. Brooke wil niet vertellen en wordt zeer emotioneel. Tijdens haar afscheidsfeest onthult Lucas dat zijn moeder haar ouders heeft overgehaald dat Brooke mag intrekken bij Lucas, zodat ze niet weg hoeft te gaan. Lucas zelf trekt in bij Dan Scott.
Terwijl Brooke er moeite mee heeft dat ze karweien heeft bij haar nieuwe resident, is ze blij als ze ontdekt dat ze nu bij mensen woont die om haar geven. Hierdoor komt de kijker erachter dat thuis nooit iemand om haar maalde, waardoor Brooke zich verwaarloosd voelde. Ze weet wel dat ze in december weg zal moeten gaan.
Peyton heeft het er erg moeilijk mee als iemand de tekst "DYKE" (een beledigende term voor lesbienne) op haar kluisje heeft geschreven met een spuitbus. Als Brooke ontdekt dat Felix dit heeft gedaan, wil ze niets meer met hem te maken hebben. Ze maakt het op een botte manier uit. Zelfs als blijkt dat Felix dit alleen deed om zijn zus Anna Taggaro, die zelf lesbienne is, te beschermen, kan ze Felix niet vergeven. Uiteindelijk verhuist hij als hij naar de militaire academie moet van zijn ouders.
Wanneer het zomer wordt en het jaar eindigt, weet Brooke dat ze naar Californië moet vertrekken. Lucas vertelt eindelijk dat hij nog verliefd op haar is. Maar ze geeft geen antwoord en verlaat Tree Hill.

## Seizoen 3
Brooke keert terug naar Tree Hill. Ze realiseert zich dat ze nog verliefd is op Lucas, maar is bang zich emotioneel open te stellen, aangezien dat de afgelopen keer ook negatief effect had. Ze valt langzaam weer terug in haar oude levensstijl en wil zo veel mogelijk feesten. Ze besluit een open relatie te hebben met Lucas. Terwijl zij uitgaat met andere jongens, doet Lucas echter niets. Hierdoor voelt Brooke zich schuldig.
Brooke begint zich erg te richten op haar baan als cheerleader. Ze is erg dominant aangezien ze zo veel mogelijk wedstrijden wil winnen. De komst van Rachel Gatina bevalt haar dan ook niet. Wanneer het team besluit dat Rachel lid mag worden van een team, windt Rachel al snel alle teamleden om haar doekje en zet ze iedereen tegen Brooke op. Rachels doel is om zelf hoofdcheerleader te worden. Uiteindelijk wordt Brooke razend en belandt ze in een gevecht met Rachel. Tot overmaat van ramp probeert Rachel ook Lucas te verleiden. Dit gebeurt echter zonder succes.
Brooke is tevreden dat Lucas Rachel heeft afgewezen, maar is bang dat ze haar kansen bij Lucas heeft verloren. Ze is dronken en gaat naar bed met Chris Keller. Lucas betrapt de twee erop seks met elkaar te hebben en verlaat hen teleurgesteld. Brooke zoekt vergiffenis en geeft hem 82 brieven. Die heeft ze in de zomer voor hem geschreven maar had nooit het lef ze op te sturen. Lucas besluit haar te vergeven, waarna hij haar zoent. Ze krijgen weer een relatie.
Tijdens een schietpartij op school, wordt Peyton in haar been geschoten en rent Lucas naar binnen om Peyton te helpen. Brooke is naar buiten gevlucht, maar staat machteloos. Ook wordt ze bang wat het leven haar zal bieden nadat de middelbare school er op zit.
Brooke heeft altijd al gehouden van mode en creëert haar eigen modelijn; Clothes over Bros. Daarnaast maakt ze de trouwjurk van Haley James Scott, die overigens aan het begin van het derde seizoen bij haar introk. Brooke woonde namelijk in Nathan Scotts appartement. Nathan zelf woonde weer bij zijn ouders. Wanneer ze een kans heeft haar modelijn nationaal te maken, beseft ze dat ze niet thuis hoort in de modewereld, wanneer ze ziet hoe een 15-jarig model een verslaving aan heroïne heeft ontwikkeld. Ze kiest niet veel later voor haar carrière als cheerleader.
Wanneer Peyton onthult dat ze nog gevoelens heeft voor Lucas, is Brooke razend. Ze is bang dat het opnieuw fout zal gaan en vermijdt contact met haar. Ook verbiedt ze Lucas om om te gaan met haar. Ze vertelt dat de vriendschap tussen de twee wat haar betreft over is. Wanneer Lucas vertelt dat hij Peyton heeft gezoend tijdens de school shooting, wil Brooke nu ook niets meer te maken hebben met Lucas. Ze verlaat hem op Haleys bruiloft.
Brooke woonde bij Peyton nadat Nathan weer bij Haley wilde wonen in zijn eigen appartement. Nadat ze vertelde dat de vriendschap tussen de twee over is, trekt ze in bij Rachel, met wie ze een concurrerende vriendschap heeft gekregen.

## Seizoen 4
Brooke maakt het aan het begin van het seizoen uit met Lucas als ze zegt dat Lucas niet genoeg zijn best deed om de relatie staande te houden. Wanneer ze op haar achttiende verjaardag Lucas en Peyton samen zien bij een winkelcentrum, denkt ze dat ze bij elkaar zijn en is ze verdrietig. Wat ze niet weet, is dat de twee op haar wachtten.
Rachel besluit haar weer aan de man te helpen, aangezien ze niet kan aanzien dat Brooke eenzaam is. Ze koppelt haar via het internet aan Nick Chavez, een oudere man. Rachel vertelde op het internet dat Brooke een 23-jarige modeontwerpster was. Brooke vond het op het begin een slecht idee, maar wanneer ze Nick ontmoet, beseft ze dat ze zich aangetrokken voelt tot de man. Ze besluit mee te gaan met Rachels leugen en zegt dat ze 23 jaar is.
Wanneer blijkt dat Nick de nieuwe leraar van Engels is op de school, krijgt Brooke het Spaans benauwd. Ze besluit de confrontatie met hem aan te gaan en verwacht het ergste. Echter, hij zoent haar. Ze houden er een geheime relatie op na. Rachel komt er echter al snel achter en wordt bang, aangezien Nick Rachel probeerde te verleiden. Als Rachel dit vertelt aan Brooke, confronteert Brooke Nick hiermee. Nick ontkent dit, waarna Brooke weigert om nog vrienden te zijn met Rachel. Echter, wanneer ze hem betrapt met een model, beseft ze dat Rachel altijd al gelijk heeft gehad. Ze slaat Nick en maakt het uit met hem.
Vervolgens krijgt Brooke spijt van de manier waarop het uit is gegaan met Lucas. Ze vraagt hem uit op een date. Lucas accepteert, maar ze beseffen al snel dat hun tijd nu niet is. Ze besluiten vrienden te blijven.
Wanneer Rachel op een rapport ziet dat er een onvoldoende staat bij het vak wiskunde, vraagt ze bijles aan Haley. Ze doet dit echter om Haleys sleutel te stelen die haar leidt naar de administratie. Ze steelt de wiskunderepetitie. Al snel blijkt dat Brooke degene is die zakt voor wiskunde. Rachel deed al de moeite voor Brooke.
Brooke is bang dat het mis zal gaan, maar ze besluit mee te gaan met Rachels fraude. Wanneer ze 's avonds de school in sluipen, worden ze betrapt door de directeur. Ze vertellen echter naar een bijeenkomst te gaan van de Clean Teens. Dat is een bijeenkomst voor mensen die elkaar aanmoedigen maagd te blijven tot het huwelijk. Hoewel ze de twee losbandige meiden er spijt van hebben, zullen ze nu zelf ook Clean Teens moeten worden.
Hier ontmoet Brooke Chase Adams. Ze voelt zich aangetrokken tot hem. Om dichter bij hem te komen vertelt ze hem dat ze bijles geeft. Vervolgens vraagt hij of ze hem wil helpen met algebra. Ze biecht op dat ze fraude heeft gepleegd voor wiskunde tijdens een project. Chase is eerst razend, maar besluit haar te vergeven wanneer ze zegt dat ze bang is dat ze niet aantrekkelijk of intelligent genoeg voor hem is. Wanneer de directeur ontdekt dat er fraude is gepleegd, moet iedereen het wiskundeproefwerk opnieuw doen. Brooke is bang en verpest de toets. Echter, Rachel verwisselt de namen van de twee stiekem (Rachel is zelf erg goed in wiskunde). Rachel neemt de schuld op zich en wordt van school gestuurd.
Wanneer Brooke en Chase niet veel later naar een feest gaan, wordt per ongeluk een video van drie jaar geleden publiekelijk gemaakt, waarop Nathan seks heeft met Brooke. Beide waren dronken, en Peyton had het uitgemaakt met Nathan. Wanneer meer mensen boos op haar blijken te zijn (waaronder Haley), is Brooke zelf ook kwaad dat haar reputatie is verpest en bekogelt Peytons huis met eieren. Peyton wordt hier boos om, waarna de twee in een gevecht belanden.
Wanneer Peyton dezelfde avond wordt ontvoerd door haar stalker WATCHMEWATCHU, beseft Brooke dat Peyton wel degelijk nog om haar geeft. Ze besluit naar haar huis te gaan om te smeken om vergiffenis, maar wordt ook verrast door de stalker. Hij bindt haar ook vast. De psychopaat vertelt dat hij hoorde hoe Peyton eerder die dag Brooke dood wenste en wil Peytons wens laten uitkomen. Hij pakt een mes en dreigt Brookes keel door te snijden. Peyton zegt dat ze het zelf wil doen. De stalker maakt haar los. Peyton slaat haar twee keer en verleidt vervolgens de stalker om zijn mes te krijgen. Wanneer hij dit aan haar geeft steekt ze hem in de schouder. De stalker vertelt eerst Peyton te willen vermoorden, waarna ze wegrent zonder Brooke los te maken.
Terwijl Peyton in haar slaapkamer wordt overmeesterd door een razende WATCHMEWATCHU, weet Brooke zichzelf los te maken en helpt Peyton. Samen weten ze de stalker uiteindelijk buiten bewustzijn te slaan. Vervolgens gaan ze samen naar het bal. Het is duidelijk dat de twee weer bevriend zijn.
Brooke en Peyton lijken beste vriendinnen te worden wanneer Peyton Brooke aanbiedt om bij haar in te trekken. Brooke, die niet veel eerder Haleys aanbod om in haar appartement in te trekken heeft geaccepteerd, weigert. Wel haalt ze Peyton over om bij haar in te trekken.
Wanneer Brooke de waarheid aan Haley zegt over het feit dat niet Rachel maar zij de wiskunderepetitie heeft gestolen, is Haley erg teleurgesteld. Wanneer Brooke vertelt dat ze zichzelf gaat aangeven bij de directeur, zegt Haley dat ze dat niet hoeft te doen en vergeeft ze het haar.

## Trivia
- In de serie is het bekend geworden dat Brooke iets heeft gehad met Lucas, Felix, Nick, Chase en Nathan.
- Brooke raakte bevriend met Peyton toen ze nog kinderen waren. Toen ze negen jaar oud waren, werden ze beste vriendinnen. Na de dood van Peytons moeder werd hun band alleen nog maar versterkt.
- Brooke heeft gewoond bij Lucas, Haley, Peyton en Rachel.
- Brooke is in een gevecht beland met Nicki, Rachel en Peyton.
- Brooke geeft haar vrienden graag bijnamen.
- Sophia Bush heeft in het echte leven ook een relatie gehad met Chad Michael Murray, die Lucas speelt in One Tree Hill. Ze trouwden, maar scheidden al vijf maanden later, nadat er geruchten rond gingen dat Chad Michael Murray vreemd zou zijn gegaan met Paris Hilton. Dit werd bevestigd door Aaron Carter.
- Bethany Joy Lenz-Galeotti deed auditie voor de rol van Brooke. Ze kreeg uiteindelijk de rol van Haley.
- Brookes haardracht veranderde vaak, doordat Sophia Bush dit moest veranderen voor de films die ze op dat moment maakte.
- Ondanks haar vele vriendjes, heeft Brooke alleen "Ik hou van je" gezegd tegen Lucas. Wel heeft ze 'I love you for that' gezegd tegen Chase Adams toen hij haar en de directeur onderbrak.

## Uitspraken
Brooke staat er bekend om veel komische uitspraken te hebben gemaakt tijdegns de serie. Hieronder volgen een aantal uitspraken, in het Engels weergegeven:
- "You and I were best friends, and I thought that was supposed to mean something."
- "Great! You kiss Peyton.. AGAIN! and I'm pushing YOU away!"
- "How about how you show it? I am not pushing you away Lucas, I am holding on for dear life

but I need you to need me back! Okay, why wouldn't you tell me about the kiss and why didn't you call me why you were away. And why won't you ever just let me all the way in?"
- "I'm not mad Lucas, I'm not mad"
- "Aren't you afraid of the three of us getting sucked back down in the 'bermuda triangle of DRAMA'?"
- "What I wanted? I wanted you to fight for me! I want you to say that there is no one else that you could ever be with, that you'd rather be alone than without me. I wanted the Lucas Scott from the beach that night telling the whole world that he's the one for me"
- "There are 82 letters in there, and they're all addressed to you. I wrote them all this

summer... one a day, but I never sent them because I was afraid. I was afraid of getting my heart broken again, like before. Coz you hurt me so bad and I was afraid to be vulnerable, and I was afraid of you, and the way you make me feel. And I know that doesn’t matter now after what I did. But I thought you should know. This is how I spent my summer Luke, wanting you. I was just too scared to admit it."
- "Tell me you love weird science!"
- "It's just that you're the first really great guy that I've ever dated and that really scares me because I never gave a rat's ass before. Okay, but I do now."
- "Easy on the skanky innuendo!"
- "Answer the question Brooke!"
- "Thanks for being my friend…you crazy bitch."
- "Oh, no. You did not just do that!"
- "Clothes over Bros"
- "Hoes over Bros"
- "I really liked being the girl behind the red door."
- "Hey P. Sawyer" (in reference to Peyton Sawyer)
- "This is like auditions for Crap, The Musical."
- "You're just a slutty lying liar who lies" (talking to Rachel Gatina)
- "Okay, guy in need of a clue. Here's one. Women send signals. That was a brush off. Before

you dip into your shallow pool of wit let me paint us a picture and save us both the trouble. Here's your evening. You are going to slink back off to your buddies, laugh this off, get wasted, go home, and make nice with yourself. But don't be thinking of me, because even your fantasy of me, isn't interested in you."
- "All work and no Brooke makes Luke a boring boy."
- "Girls just want somebody to want them back."
- "Here’s my philosophy on dating. It’s important to have somebody that can make you laugh. Somebody you can trust. Somebody that, you know, turns you on. And it’s really, really important that these three people don’t know each other."
- "We're young. We're fine. Let's do some damage."
- "No, I was partially naked. At one point I had mittens on cause it was cold."
- "You wanna know what I think? I think Nathan likes tutor girl, tutor girl likes Lucas, and I know I like Lucas, and I have no idea who the hell you like anymore so this has been turned into one big love... rectangle plus one... whatever that is." - Brooke to Peyton
- "Yeah I don't like that name, let's call you Brooke..." - Brooke to Haley
- "Naked in the back seats is so last year… it's like two years ago." - Brooke aan Rachel
- "Your one woman kind of guy, aren't you, Lucas? How is my former best friend by the way?" - Brooke aan Lucas -
- "Oh, I'm sorry, you must be looking for slut barn." - Brooke to Rachel
- "See I had this horrible dream last night that my best friend told me she had feelings for my

boyfriend. But that wasn't a dream was it?"
- "Why now Peyton?! Why would you tell me that you have feelings for Lucas now, when I have so

much stuff going on in my life?! Stuff that you don't even know about!"
- "Oh right, you wished for Jake, after you wished for Pete and then Lucas! I cannot believe

this is happening again."
- "The last time! Do you hear yourself right now? The last time you tried to steal my

boyfriend! He's on the door Peyton! He’s on the damn door under me!"
- "But you like him."
- "You can't, okay! It's out, it's like the time capsule! And, you could have buried it and not

said anything to me about it. So, what is that about?"
- "Don't you dare! Don't you dare twist my words around to make yourself feel like you are not

a back-stabbing two faced bitch Peyton, because you are and you know it."
- "Lucas was my gangrene-infected, amputated limb."
- "Is that a smile? Is Lucas Scott actually having fun?!" - Brooke to Lucas while hanging out

on a bar and playing pool.
- "You win! Okay Peyton? You're going to prom with someone that you love and that loves you

back. So, you win."
- "If you weren’t so busy trying to see through her shirt you would see through her BS, she is

USING you."
- "Like before is gone, Peyton."
- "You know what’s funny? I look around at all these great looking guys and all I wanna do is

smash their pretty little faces. Don’t even ask what I think when I look at you. You know, with Lucas I could understand what happened, especially given what he’s probably up to tonight. He’s a guy, right? Guys screw you over. But you and I were best friends and I dunno, I thought that was supposed to mean something."
- "And I never sent my letters to you either but they still meant something."
- "How could you cheat on me with my best friend?!"
- "That doesn’t really matter, Lucas. Cause in the end it all hurts just the same."
- "It's not about that Luke, it's not. mean I thought that it was, but this is not about her.

This is about me. I love you Lucas, and I probably always will. But, we go days without having a meaningful conversation. And, I used to miss you so much when that happened. But, it never seemed like you missed me. And, I guess because of it I stopped missing you. I mean, look at today there was a horrible accident and you hadn't even called me... it shouldn't be like this Luke. I'm sorry. I can't do this anymore."
- "He cheats on his girlfriend with skinny blonde bitches."
- "Get it? Halo!"
- "Sometimes people play hard to get to know that the other person's feelings are real."
- "Look I know I talk a lot when I’m nervous, actually I’m pretty gabby all the time. But my

stupid quotient kind of goes sky high when I’m flipped out and meeting my boyfriend’s mother in the hospital with all this going on is pretty much off the stress charts for me. But I’m here for you if you need anything."
- "And, just so you know. The only thing I really want to see is Lucas laugh again. You know,

hear him sing off key and watch him roll his eyes at me when I steal French fries off his plate. I guess what I’m trying to say is I’m crazy about your son. And I hope that’s enough for you."
- "Yes. "Vote Brooke for president." It gets straight to the point and short enough for even

the stoners to remember."
- "I am who I am, no excuses, but I'd like other people to know that there's alot more to me

than just some party girl"
- "Hi backstabbing, supposed-to-be best friend, how are ya?"
- "And once you lose your way you have two choices. Find the person you used to be or lose that

person completely."
- "George Bernard Shaw once wrote " There are two tragedies in life. One is to lose your

heart's desire. The other is to gain it. " Clearly Shaw has his heart broken once or twice."
- "Some people say its the good girls who keep diaries. the bad girls are too busy having fun.

me? i just want to live a life i'll remember."
- "Do you think she just got scared? leaving the whole chris thing out of it...maybe she just

got scared of needing somebody too much?"
- "He meant everything to me peyton. and i was willing to be his friend if that was what he

needed. now i don't really care if i see either one of you again."
- "I was looking forward to showing him how much he means to me and he says he just wants to be

friends. and every idiot knows that's just code for 'go away.' I don't know what I'm supposed to do."
- "Mouth, you didn’t exactly break any speed records, driving over here, you know?"
- "Let’s see: one boy, one car, one naked skeez in the back seat and one Brooke Davis totally

flipping out."
- "I thought I knew you. But I guess it’s easier.. to see what we want, than to look for the

truth. You think you know me but you don’t; and that means you don’t know what I can do. You see me as someone who’s popular... and has all the answers; that’s not true. I may not always know what I’m doing... but I’ll try make things better. And when I make a mistake... because face it, we all do...I promise I’ll ask for your help. I can’t do this alone. But if you’ll take a chance on me, we can do great things together. I promise, if you believe in me, I’ll find the courage to reach for your every dream. John F. Kennedy said; "The courage of life is a magnificent mixture triumph and tragedy. A man does what he must, in spite of personal consequences... in spite of obstacles and dangers and pressures.. and that is the basis of all morality."
- "So you’re probably looking at this and making fun of my outfit, right? Anyway, here’s all

you really need to know about today; if.. you fat, dumb, sexual, and a guy, you’re OK. If you’re a girl, not so much. Please tell me that’s changed in the future. Somebody tell me you’ve got love figured out, because I got news for you; it’s pretty darn messy right now. But I guess it’s always been that way. Wanting to be loved, to find somebody that makes your heart ache in a good way.. feel understood. So.. if you’re robots, or aliens, or something and you’re watching this right now and that feeling no longer exists; well... you missed it... and I feel sorry for you. 'Cause as far as I can tell, that’s what it’s all about. And that’s what I know it should be about."
- "This, Missy blond girl, is the Brooke Davis version of 'Spin the Bottle'. Only now,

it's 'Spin the Body'. Watch. OK, you two have to make out. And last but not least; we have 'Five Minutes in the Elevator'."
- "I don't really miss Felix, at all. Or my parents that much. But I miss my money."

"I leave for a couple months, crazy mom starts showing up and there's all these things you
don't know."
- "That's funny. It seems to me like worrying about what Nathan thinks is pathetic is actually

pretty pathetic. Forget about Nathan. Why don't you do what you want for once?"
- "I just figured out that 'the guy for me' would pick me up, give me flowers, maybe a bagel.

Just saying, not that impressive"
- "It was a fantasy draft, Dim. You know, like the fantasies you have about Nathan – not real."
- "I'm student council president, captain of the cheerleaders, founder of 'DW not I' and

girlfriend of Raven's star shooting guard, Lucas Scott."
- "The truth is, I don't really like to think about college 'cause that means high school's

over. After graduation everyone will probably go play basketball, or sing, or start record labels. And I'll have to start all over - alone."
- "Don't 'hey, Brooke' me. What is up with you and Hottie McHottie?"
- "Welcome to the dark side my friend, deception for lunch, payback for dinner, and pie for

breakfast."
- "Hot Uncle Cooper!"
- "I didn't wanna wake you, sleeping bitchy"
- "Once upon a time in a kingdom far, far away a girl and a boy fell in love. And then another

girl, supposedly a friend, secretly taped how they fell in love and decided use it against them. So tonight I give you an authentic and very unauthorized reenactment of Nathan and Haley, a fairy tale."
- "Before we end the night I just want to say a few words about Nathan and Haley. I told them

once, not too long ago to be happy because someday they'd make us all believe in true love. And, they do. In a few days they’re going to renew that love for all of us to see. But, in a way we see it every day. The only difference is that Haley will look fabulous in her dress by Clothes over Bros; which is kind of odd seeing as how she's marrying a bro. But, that's not the point, sorry. One rainy day Nathan Scott proposed to Haley James and the rest is a fairy tale..."
- "We had a fight. And, I'm stressed out about my speech and Haley's dress. And, I'm late, I'm

late getting ready. And, I'm sorry."
- "Wanna make it a dual ceremony Coop?"
- "Now I know how this dress looks on a witch."
- "I want you to understand something, as far as I'm concerned this friendship is over. And, if

we never speak again for the rest of our lives, that'll be fine. I gave you a second chance Peyton and you blew it."
- "Well, I'd like to say yes. But, honestly I don't really think people can change. You know at

the end of the day you are who you are, and it's probably who you've always been."
- "I brought you back your house keys. It's a very nice house -- big rooms, no parents. I used

to have one of those."
- "I'd like to talk to my boyfriend, alone. Nice job not hitting on him."
- "Listen, I know it's been difficult for you lately. Losing Keith and your heart condition and

giving up basketball. I feel like I've been keeping you close to me to try to protect you from those things. Like I'm hanging onto the two of us for you, but not for me."
- "Second hand death flowers, thanks...shoot me now."
- "If we lose tonight, I'm going to kill Peyton."
- "Yes it would, everything is Peyton's fault. She's like a cursed rabbits foot. She's bad

luck... I am serious 'Traitor Girl.' Do not take her side, not against me."
- "Yeah, well there are. You're either on 'Team Brooke' or 'Team Peyton' and nobody wants to be

on 'Team Peyton' because their captain is a big whore!"
- "Oh you mean harsh like when they shove their tongues down each other's throats?"
- "Again Haley. They kissed again... They're sneaking around again too. You should really check out Peyton's web-cam sometime, Welcome to TEAM BROOKE!"
- "I know you were drunk for the wedding and in a coma for the honeymoon, but just to keep you up to speed -- Nathan and Haley are still married."
- "Rachel, trying to steal a girls boyfriend is bad enough. Trying to steal a girls husband is unacceptable! Especially when the couple is Nathan and Haley, they've been through enough!"
- "No because as one of Haley's bridesmaids, making sure they stay together is my business! She might be too classy to fight you, but I'll kick your little ass."
- "You don't know jack unless he's one of those guys whose beanstalk you climbed the other night."
- "Shelly, I hate to break it to you, but you're either a virgin or you're not. A pledge does not a broken hymen mend, sorry."